# Pihtla
Pihtla (em estoniano:  Pihtla vald) é um município rural estoniano localizado na região de Saaremaa.